# Slot Thurnstein
Slot Thurnstein (Duits: Schloss Thurnstein, Italiaans: Castel Torre) is een kasteel gelegen in de Zuid-Tiroolse gemeente Tirol (Italië), nabij Meran.

## Geschiedenis
Slot Thurnstein wordt voor het eerst vermeld in 1276, met de naam Thurm Platzleid, en bestond slechts uit een woontoren. Archeologisch onderzoek heeft echter aangetoond dat er al in de prehistorie menselijke activiteit was op de locatie van het slot.
In 1282 werd het slot te leen gegeven aan Konrad Milser, kamerheer van Meinhard II van Gorizia-Tirol. In de daaropvolgende jaren wedijveren vele adellijke families om het kasteel, vanwege de ligging en de bijbehorende wijngaarden.
Vanaf 1478 wordt het slot 'Thurnstein' genoemd. 
In de 16e eeuw werd de toren aan de zuidelijke kant gebouwd, in de 18e eeuw de noordelijke toren (deze werd nooit voltooid).
Het slot heeft als leengoed gediend aan vele families, waaronder de families Heustadel, Katzböck, Planta, Eyrl Rottenpuecher en Wittenbach.
In de 17e eeuw komt Slot Thurnstein in handen van Alexander von Egen uit Meran. Zijn nakomelingen gebruiken het kasteel sinds de Eerste Wereldoorlog als restaurant en hotel.
Nog steeds is de familie Von Egen eigenaar van het slot.